# Culture à Limoges
La culture à Limoges est l'ensemble des pratiques culturelles qui se trouvent sur le territoire français de la ville de Limoges.

## Description
Limoges était le foyer de la musique polyphonique au Moyen Âge, l’influence culturelle de Limoges s’étendait alors sur une grande partie de l’Europe. Depuis 2008, la Ville de Limoges est entrée dans le réseau national des 150 « Villes et Pays d'art et d'histoire », elle dispose d'une diversité de son patrimoine archéologique et historique. 

## Lieux et monuments culturels
Le réseau des bibliothèques francophone multimédia regroupe 6 bibliothèques, pôle d’excellence associé à la Bibliothèque nationale de France pour le théâtre et la poésie francophone, elle a acquis une réputation internationale. 
La ville dispose de plusieurs centres culturels municipaux (Jean Gagnant, Jean Macé, Jean Le Bail, Jean Moulin, John Lennon), ils accueillent près de 70 000 spectateurs chaque saison.
Le conservatoire à rayonnement régional de Limoges propose trois spécialités, musique, chorégraphie et art dramatique.
Le musée des Beaux-Arts expose des collections d'émail, de peintures dessins, antiquités égyptiennes, sculptures médiévales, archéologie, quant au musée de la Résistance et de la Déportation il a pour but de faire connaître les évènements historiques du pays et de la région.

Les Archives municipales de Limoges ont conservé des documents, qui vont du XIIe siècle au début du XXIe siècle.

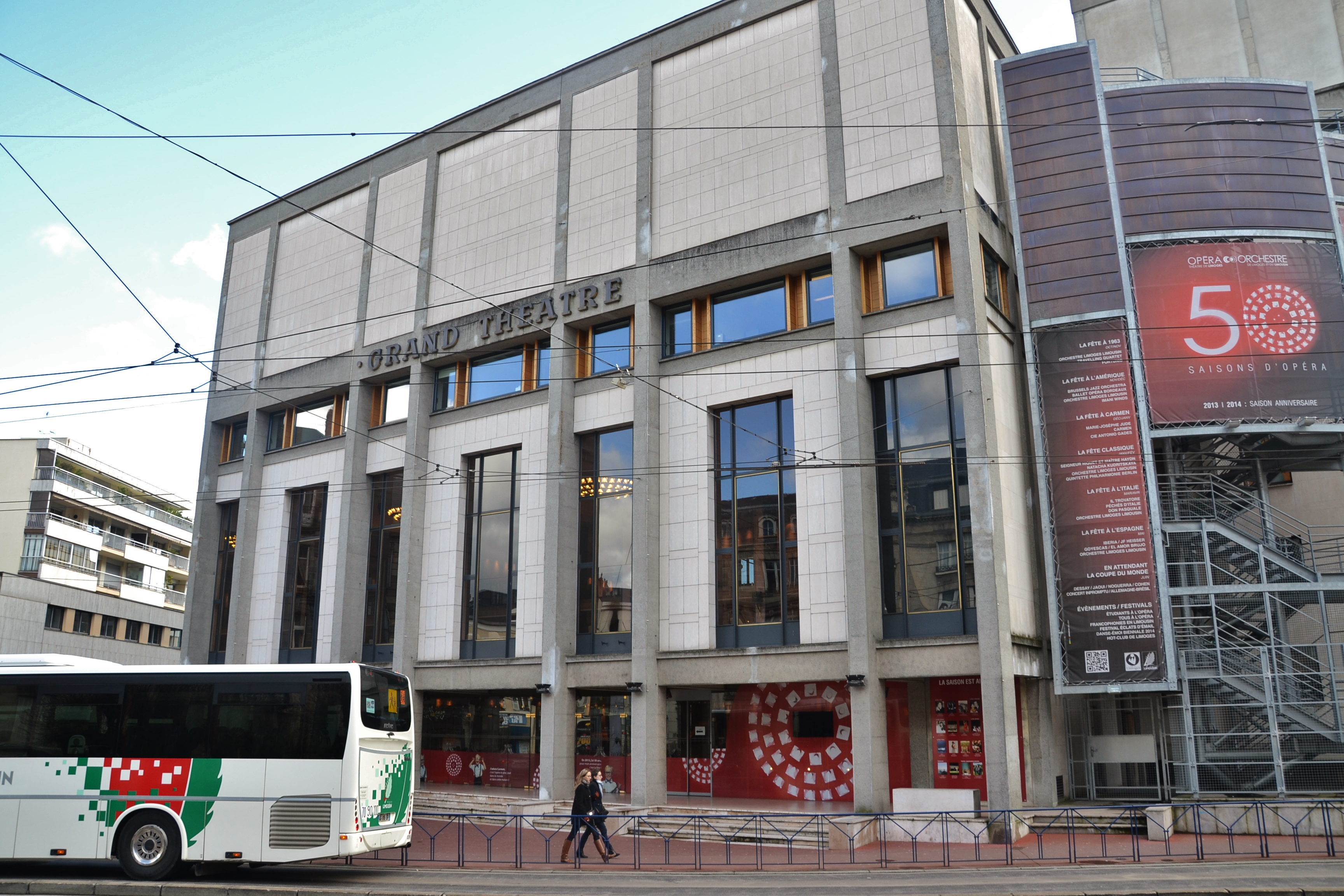
Opéra de Limoges.
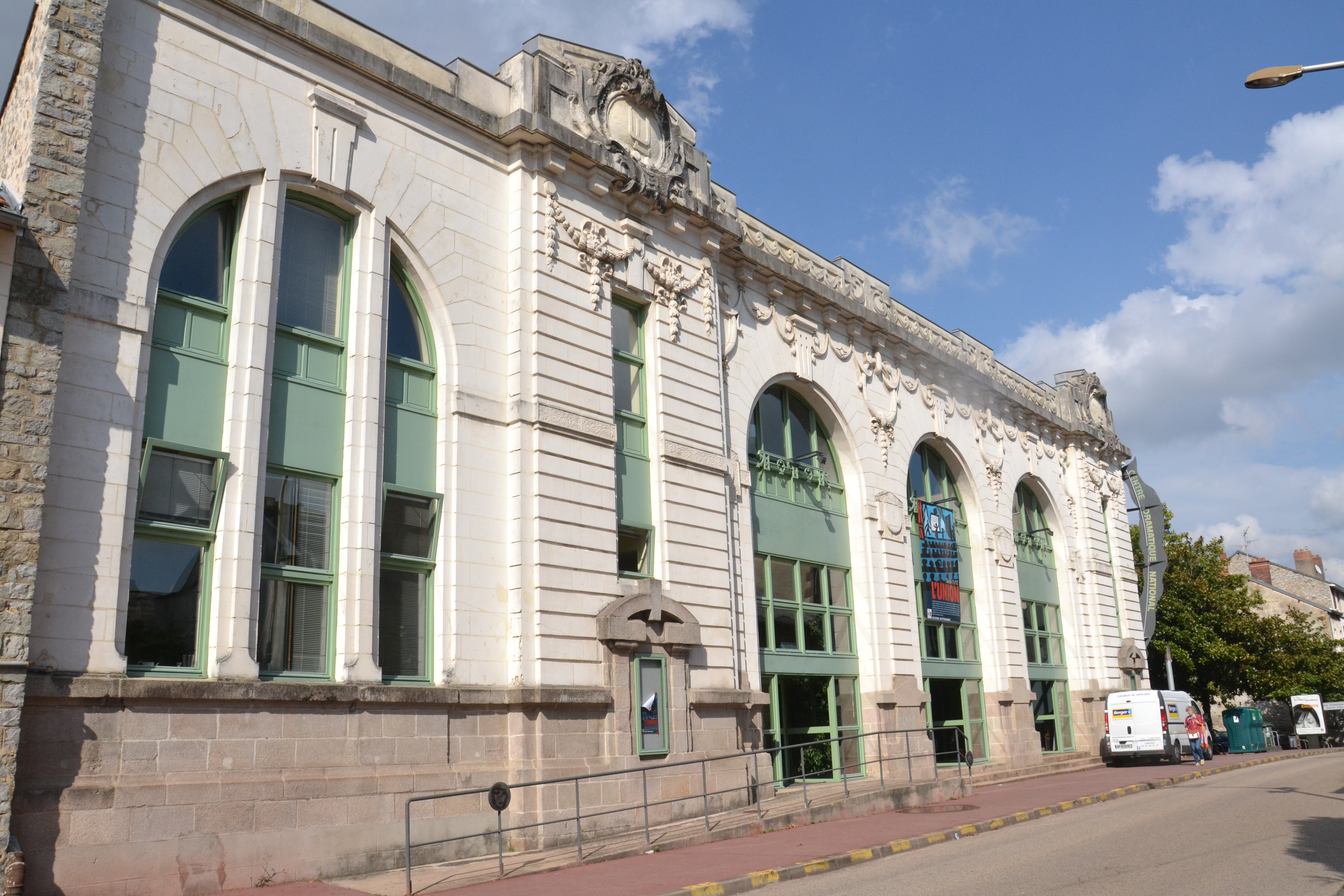
Théâtre de l'Union.
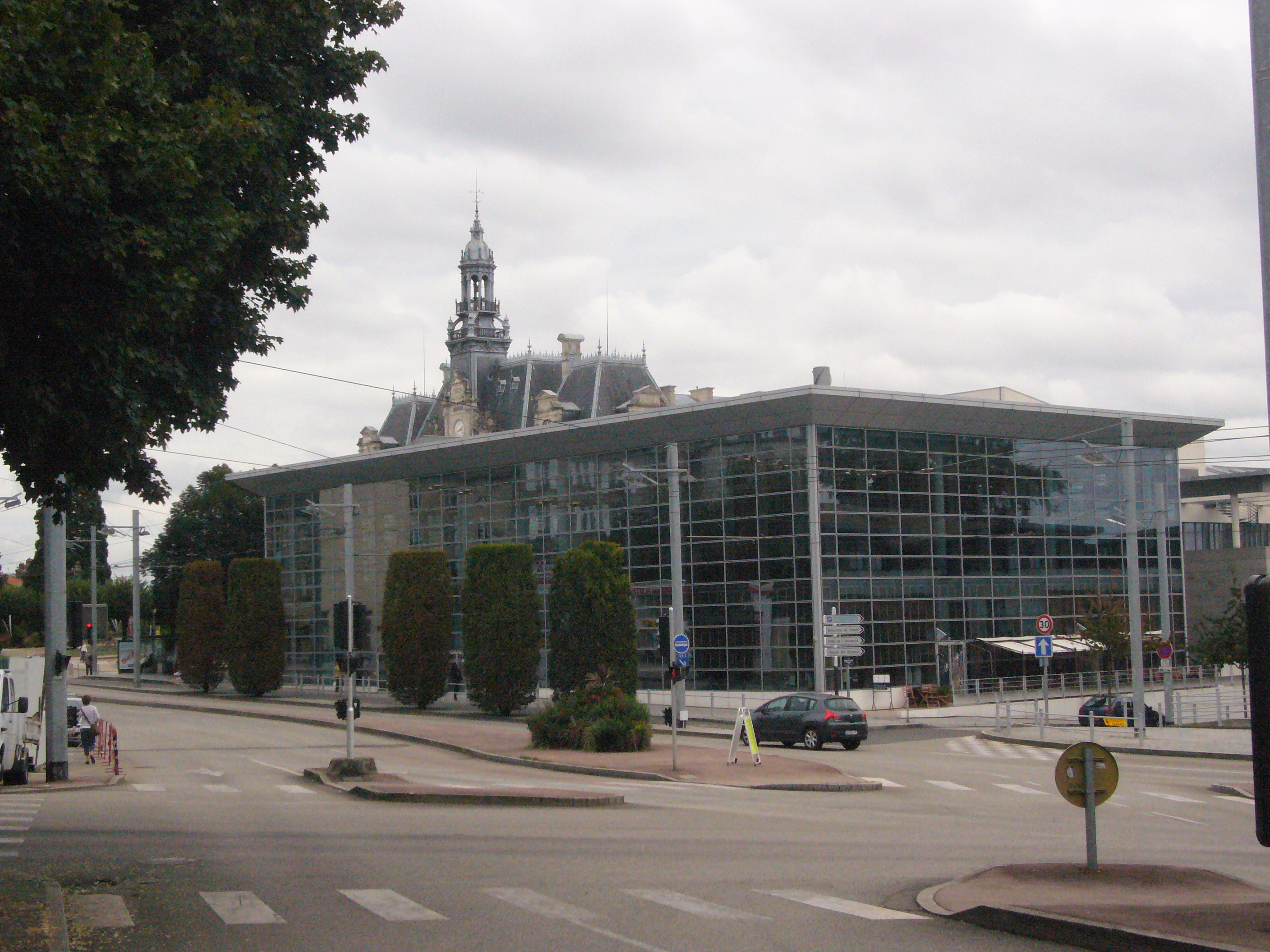
BFM Limoges.
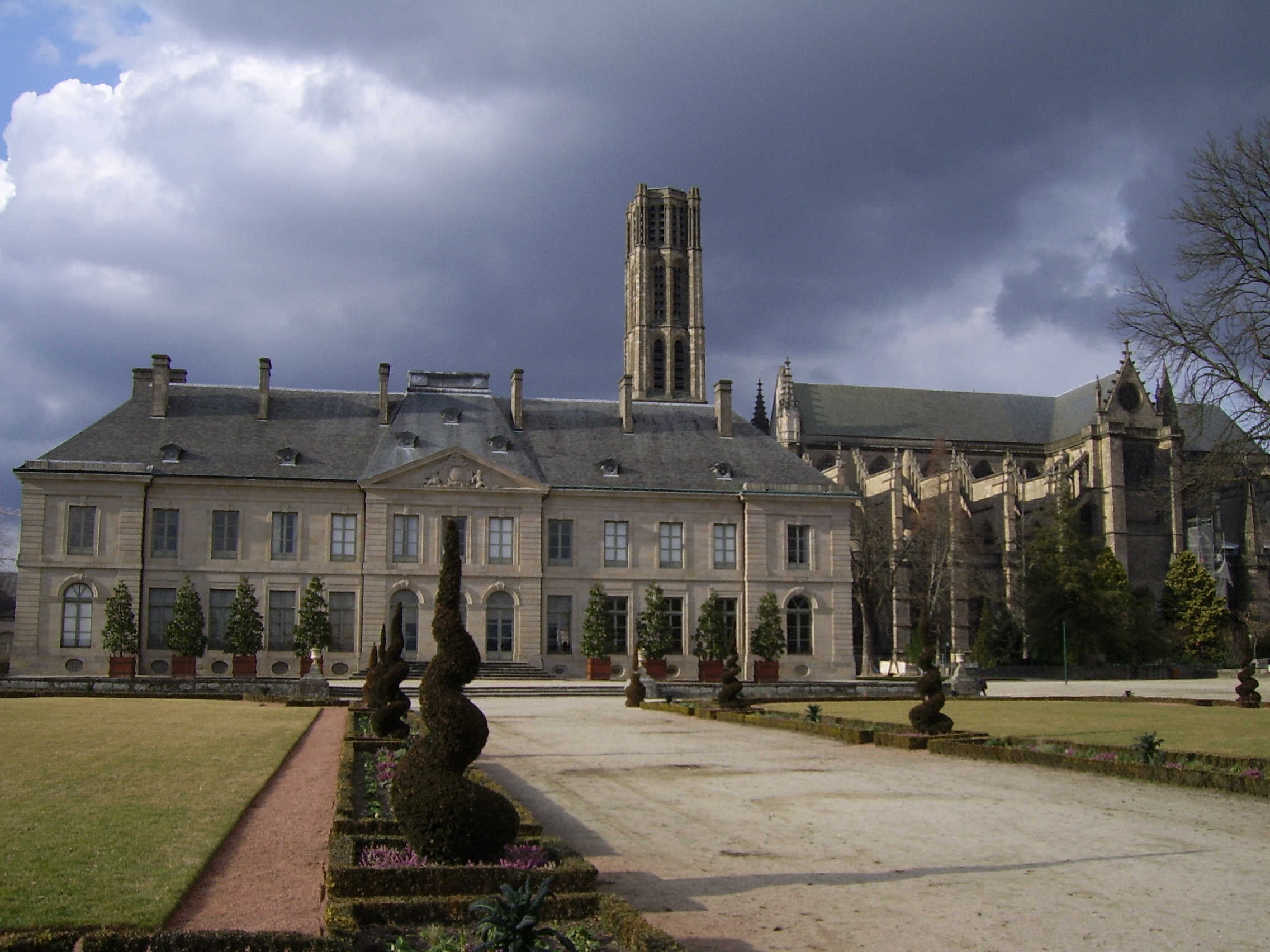
La cathédrale Saint-Étienne, le musée de l’Évêché et les jardins de l’Évêché.
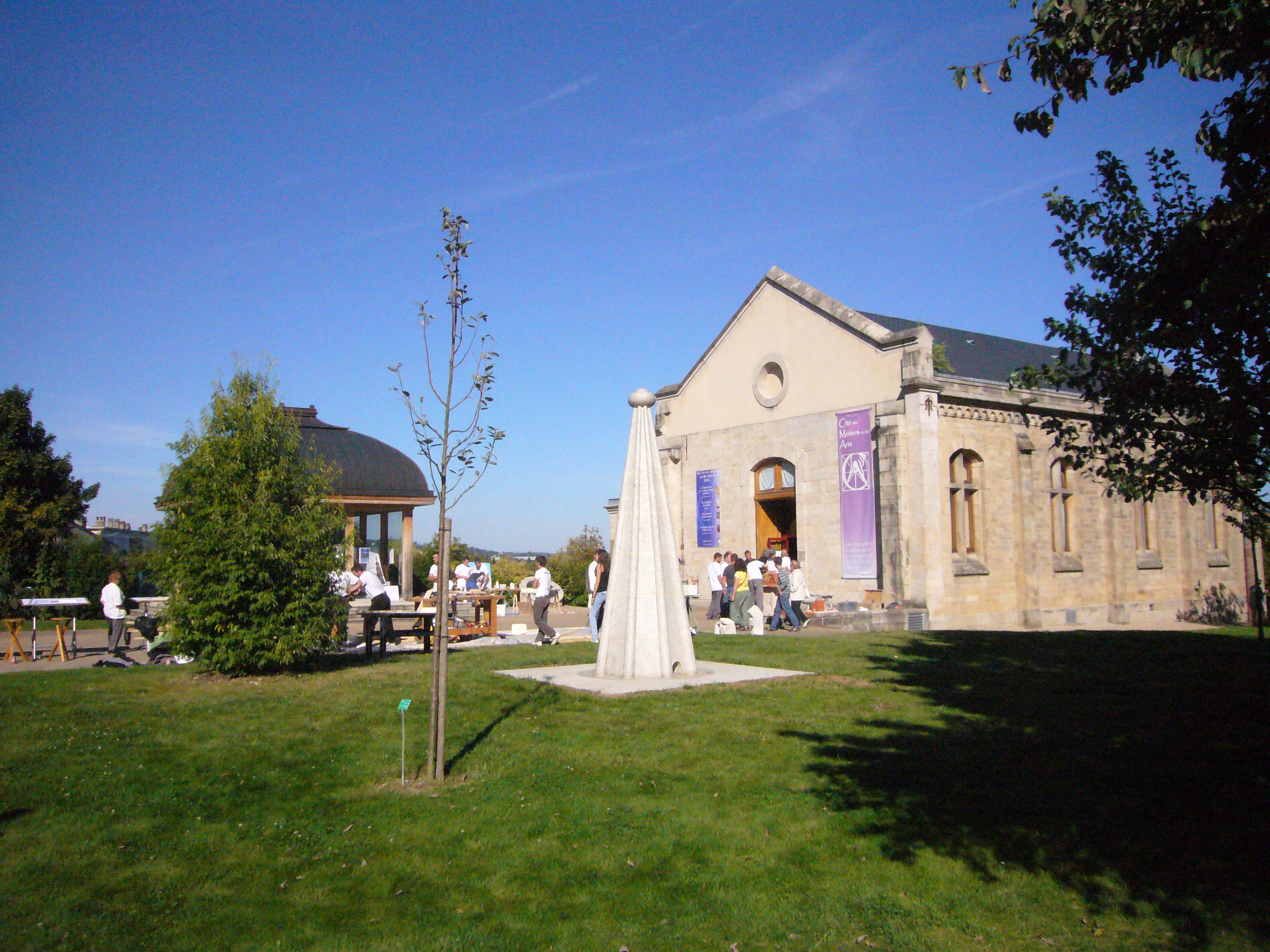
Cité des métiers et des arts de Limoges.